# Vívás az 1920. évi nyári olimpiai játékokon
Az 1920. évi nyári olimpiai játékokon hatodik alkalommal került sor a vívásra, a legjobb vívó Nedo Nadi olasz versenyző lett öt bajnoki címmel.

## Éremtáblázat
(A hazai csapat eltérő háttérszínnel, az egyes számoszlopok legmagasabb értéke, vagy értékei vastagítással kiemelve.)
| Az 1920. évi nyári olimpiai játékok éremtáblázata vívásban | Az 1920. évi nyári olimpiai játékok éremtáblázata vívásban | Az 1920. évi nyári olimpiai játékok éremtáblázata vívásban | Az 1920. évi nyári olimpiai játékok éremtáblázata vívásban | Az 1920. évi nyári olimpiai játékok éremtáblázata vívásban | Olimpia  |
| ---------------------------------------------------------- | ---------------------------------------------------------- | ---------------------------------------------------------- | ---------------------------------------------------------- | ---------------------------------------------------------- | -------- |
|                                                            | Ország                                                     | Arany                                                      | Ezüst                                                      | Bronz                                                      | Összesen |
| 1.                                                         | Olaszország (ITA)                                          | 5                                                          | 1                                                          | 0                                                          | 6        |
| 2.                                                         | Franciaország (FRA)                                        | 1                                                          | 4                                                          | 3                                                          | 8        |
|                                                            |                                                            |                                                            |                                                            |                                                            |          |
| 3.                                                         | Belgium (BEL)                                              | 0                                                          | 1                                                          | 0                                                          | 1        |
|                                                            |                                                            |                                                            |                                                            |                                                            |          |
| 4.                                                         | Hollandia (NED)                                            | 0                                                          | 0                                                          | 2                                                          | 2        |
| 5.                                                         | Egyesült Államok (USA)                                     | 0                                                          | 0                                                          | 1                                                          | 1        |
|                                                            |                                                            |                                                            |                                                            |                                                            |          |
| Összesen                                                   | Összesen                                                   | 6                                                          | 6                                                          | 6                                                          | 18       |

## Érmesek
| Az 1920. évi nyári olimpiai játékok érmesei vívásban | | | |
| Versenyszám                                          | Arany | Ezüst | Bronz |
| tőr, egyéni                                          | Nedo Nadi · Olaszország (ITA) | Philippe Cattiau · Franciaország (FRA) | Roger Ducret · Franciaország (FRA) |
| párbajtőr, egyéni                                    | Armand Massard · Franciaország (FRA) | Alexandre Lippmann · Franciaország (FRA) | Gustave Buchard · Franciaország (FRA) |
| kard, egyéni                                         | Nedo Nadi · Olaszország (ITA) | Aldo Nadi · Olaszország (ITA) | Arie de Jong · Hollandia (NED) |
| tőr, csapat                                          | Olaszország (ITA) · Aldo Nadi · Nedo Nadi · Abelardo Olivier · Oreste Puliti · Pietro Speciale · Rodolfo Terlizzi · Tommaso Costantino · Baldo Baldi                                          | Franciaország (FRA) · André Labatut · Georges Trombert · Marcel Perrot · Lucien Gaudin · Philippe Cattiau · Roger Ducret · Gaston Amson · Lionel de Castellane-Majastres                   | Egyesült Államok (USA) · Francis Honeycutt · Arthur Lyon · Robert Sears · Henry Breckinridge · Harold Rayner                                                      |
| párbajtőr, csapat                                    | Olaszország (ITA) · Aldo Nadi · Nedo Nadi · Abelardo Olivier · Giovanni Canova · Dino Urbani · Tullio Bozza · Andrea Marrazzi · Antonio Allocchio · Tommaso Costantino · Paolo Thaon di Revel | Belgium (BEL) · Paul Anspach · Léon Tom · Ernest Gevers · Félix Goblet d’Alviella · Victor Boin · Joseph De Craecker · Philippe Le Hardy de Beaulieu · Fernand de Montigny · Maurice Dewee | Franciaország (FRA) · Armand Massard · Alexandre Lippmann · Gustave Buchard · Georges Casanova · Georges Trombert · Gaston Amson · Émile Moureau                  |
| kard, csapat                                         | Olaszország (ITA) · Aldo Nadi · Nedo Nadi · Francesco Gargano · Oreste Puliti · Giorgio Santelli · Dino Urbani · Baldo Baldi                                                                  | Franciaország (FRA) · Jean Margraff · Marc Perrodon · Henri de Saint Germain · Georges Trombert                                                                                            | Hollandia (NED) · Jan van der Wiel · Arie de Jong · Jetze Doorman · Willem Hubert van Blijenburgh · Louis Delaunoij · Salomon Zeldenrust · Henri Wijnoldy-Daniëls |